# سوتس (صربستان)
سوتس (به صربی: Seoce) یک منطقهٔ مسکونی در صربستان است که در کورشوملیا واقع شده‌است. سوتس ۱۱۵ نفر جمعیت دارد.